# Émile Martel
Émile Martel (Nieppe, 1898. augusztus 7. – Thiant, 1951. október 22.) olimpiai bronzérmes francia tornász.
Ez első világháború után az 1920. évi nyári olimpiai játékokon indult, és mint tornász versenyzett. Csapat összetettben bronzérmes lett.